# Lavagna
Lavagna – miejscowość i gmina we Włoszech, w regionie Liguria, w prowincji Genua.
Według danych na rok 2004 gminę zamieszkiwało 12 897 osób, 992,1 os./km².